# Вениамин (Борнуков)
Епи́скоп Вениами́н (в миру Владимир Борнуков или Барнуков; 5 июня 1861, Нижегородская губерния — 16 февраля 1905) — епископ Русской православной церкви, епископ Горийский, викарий Грузинской епархии.

## Биография
В 1882 году окончил Нижегородскую духовную семинарию со званием студента.
В том же году митрополитом Нижегородским Макарием рукоположён во священника в села Мигино Васильского уезда Нижегородской губернии.
Овдовел. В 1889 году поступил в Санкт-Петербургскую Духовную Академию.
7 октября 1892 года, во время обучения на третьем курсе, ректором академии архимандритом Антонием (Вадковским) был пострижен в монашество
В 1893 году окончил Санкт-Петербургскую духовную академию со степенью кандидата богословия с правом соискания степени магистра богословия без нового устного испытания.
Был нахначен помощником инспектора Санкт-Петербургской духовной семинарии, но в то же году переведён был смотрителем Заиконоспасского Духовного училища в Москве, где пробыл до 1896 года.
В 1896 году назначен инспектором Кутаисской духовной семинарии. В 1897 году перемещён на должность ректора той же семинарии с возведением в сан архимандрита. При нём в сентябре 1898 года на базе пятого класса открылся «примерный класс», в котором было введено изучение педагогики. Кроме исполнения ректорских обязанностей, архимандрит Вениамин состоял председателем комитета по производству испытаний для ищущих священнослужительских и псаломщических мест из лиц, не окончивших семинарского и училищного курса, Имеретинскаго епархиального училищного совета и комиссии по устройству внебогослужебных собеседований в церквах города Кутаиса.
16 марта 1902 года император Николай II утвердил доклад Святейшего синода о бытии ректору Кутаисской духовной семинарии архимандриту Вениамину епископом Горийским, первым викарием Грузинской епархии «с тем, чтобы наречение и посвящение в епископский сан произведено было в Тифлисе».
20 апреля того же года в городе Тифлис состоялось его наречение во епископа, которое совершили: Экзарх Грузии архиепископ Карталинский и Кахетинский Алексий (Опоцкий), епископ Владикавказским Владимир (Сеньковский), епископ Гурийско-Мингрельским Александр (Окропиридзе), епископ Сухумский Арсений (Изотов) и епископ Имеретинский Леонид (Окропиридзе). Как отмечается в Православной богословской энциклопедии: «произнёс при своем наречении речь, замечательную в том отношении, что это чуть ли не единственный случай из нового времени, когда при таком случае архиерей с выразительною благодарностью вспомнил родную Академию и ее профессоров — своих учителей».
21 апреля 1902 года в Сионском соборе Тифлиса теми те архиереями хиротонисан во епископа Горийского, первого викария Грузинской епархии.
6 мая 1903 года награждён орденом святого Владимир III степени.
В ноябре 1903 года решением Святейшего Синода утверждён в должности председателя окружного училищного совета Грузинского экзархата.
Скончался 16 февраля 1905 года. Погребён в левом приделе Сионского собора.